# 45 Grave
45 Grave es una banda estadounidense de punk rock y deathrock formada en 1979. La formación original se desintegró en 1985 pero Dinah Cancer, la vocalista, retomó las actividades del grupo en 2005.

## Historia
45 Grave se formó en 1979. La banda fue formada en Los Ángeles, California dentro del movimiento punk rock y deathrock californiano. La formación original consistiá en Dinah Cancer en la voz, Paul Cutler en la guitarra y Rob Graves en el bajo (Graves, también conocido como Rob Ritter, anteriormente había trabajado junto a la bajista Patricia Morrison en la banda de punk rock The Bags y posteriormente Morrison trabajaría con The Sisters of Mercy junto a Andrew Eldritch) y Don Bolles (de The Germs) en la batería. La banda se desarrolló dentro de una banda de música industrial llamada Vox Pop, que grabó dos sencillos y tocaba alrededor del área de Los Ángeles. Vox Pop contenía a todos los miembros del 45 Grave así como otros, tales como Jeff Dahl. Vox Pop continuá coexistiendo con 45 Grave hasta principios de 1981. El nombre de la banda, desafiando los rumores que afirman lo contrario, fue tomado de un botón.
En el año de 1980, 45 Grave graba su primera canción incluida en el LAFMS (Los Ángeles Free Music Society) álbum compilatorio de punk rock, "Riboflavin Flavored, Non-Carbonated, Poly-Unsaturated Blood". La canción es una versión cover del favorito del culto hecho originalmente por "Don Hinson And The Rigamorticians" en su lanzamiento 1964 del álbum compartido de "Monster Dance Party". Don Hinson era en ese entonces una personalidad de radio, popular en Las Vegas, Nevada (y más adelante, por 20 años, en Los Ángeles, California). Sr. Hinson registró la canción como consecuencia puré golpeado canción 1962 del monstruo” de la novedad de Bobby "Boris" Pickett del “que esperaba emular el último éxito de las canciones y tener un expediente internacional del golpe. Ambo el “puré del monstruo” y la grabación original de la "Riboflavin Flavored, Non-Carbonated, Poly-Unsaturated Blood" de Hinson del poner fueron producidos por el productor conocido Gary S. Paxton del expediente de la canción de la novedad de Skip & Flip. La grabación de 45 Grave se encendió alcanzar estado del culto y es una canción de la firma durante las demostraciones vivas de las bandas.

## Miembros
- Dinah Cancer
- Lisa Pifer
- L Ron Jeremy
- Kenton Holmes
- Mike "Thrashead" Sullivan
- Stevyn Grey

### Miembros pasados
- Paul Cutler -
- Rob Graves -
- Don Bolles -
- Paul Roessler -

## Discografía

### Álbumes
- <Sleep In Safety> - 1983
- <Pick Your Poison> - 2012

### EP
- <Phantoms> - 1983
- <What Is 45 Grave? A Tale Of A Strange Phenomena> - 1984

### Sencillos
- <Black Cross/Wax> - 1981
- <Party Time/School's Out> - 1984

### Recopilaciones
- <Darker Skratcher > - 1980
- <Hell Comes To Your House > - 1981
- <The Return of the Living Dead > - 1984
- <Autopsy> - 1987
- <Only The Good Die Young> - 1989
- <Debasement Tapes> - 1993